# 17356 Vityazev
A 17356 Vityazev (ideiglenes jelöléssel 1978 PG4) a Naprendszer kisbolygóövében található aszteroida. Nyikolaj Sztyepanovics Csernih fedezte fel 1978. augusztus 9-én.